# Джеффрис, Гарольд
Сэр Га́рольд Дже́ффрис (англ. Sir Harold Jeffreys; 22 апреля 1891 — 18 марта 1989) — английский математик, статистик, геофизик и астроном.

## Биография
Гарольд Джеффрис родился в Фэтфилде, в графстве Дарем (Англия), учился в колледже Армстронга, бывшем тогда частью Даремского университета, в Ньюкасле, и участвовал во внешней программе Лондонского университета. Затем Джеффрис поступил в колледж Сент-Джон (Кембридж) и стал его членом в 1914 году. В Кембриджском университете он изучал сначала математику, а затем геофизику.
В 1917—1922 годах работал в метеорологической службе, в 1922—1958 годах — в Кембриджском университете (с 1946 года — профессор астрономии).
Основные труды посвящены изучению движения, строения и развития Земли, а также происхождению Солнечной системы и теории колебаний широт. Развил предложенную Дж. X. Джинсом теорию приливной эволюции Солнечной системы, оценил её возраст в соответствии с этой теорией в несколько миллиардов лет. Изучая эволюцию системы Земля—Луна, вычислил, что прошло 4 миллиарда лет, прежде чем Луна достигла её современного положения. Определил параметры годового движения полюса вращения и полюса инерции Земли как по астрономическим, так и по метеорологическим данным. Предложил затухающую модель чандлеровского движения полюса Земли, возбуждаемого нерегулярными вариациями годового движения полюса. Вывел зависимость расстояния приливного разрушения тел от их прочности и собственной кинематики, уточнив формулу предела Роша. Джеффрису принадлежат также работы по применению теории вероятностей (Байесов подход) к анализу астрономических наблюдений. Исследовал влияние вязкости земного шара на постоянную нутации и свойства слоя верхней мантии на глубине около 400 км. Составил кривую времени пробега сейсмических волн, которая широко применяется для определения эпицентров удалённых очагов землетрясений. Автор книг «Земля, её происхождение и строение» (1924, рус. пер. 1960), «Теория вероятностей» (1946), «Методы математической физики» (1966; две последние в соавторстве с женой Бертой Свирлз (1903—1999).
Член Лондонского королевского общества (1925), иностранный член Национальной академии наук США (1945) и ряда других научных обществ. В 1955—1957 годах — президент Королевского астрономического общества.

## Награды и признание
- Премия Адамса[англ.] (1927)
- Премия Бучан Королевского метеорологического общества[англ.] (1929)
- Золотая медаль Королевского астрономического общества (1937)
- Медаль Мурчисона Геологического общества Лондона (1939)
- Медаль Виктории[англ.] Королевского географического общества (1941)
- Премия Лагранж Брюссельской академии (1948)
- Королевская медаль (1948)
- Медаль Уильяма Боуи[англ.] Американский геофизический союз (1952)
- Медаль Копли Лондонского королевского общества (1960)
- Золотая медаль Гая[англ.] Королевского общества Статистики (1962)
- Премия Ветлесена (1962)
- Медаль Волластона Лондонского геологического общества (1964)
- Посвящён в рыцари в 1953 году.

## Публикации
- The Earth, Its Origin, History and Physical Constitution, Cambridge University Press, 1924
- Operational Methods in Mathematical Physics, Cambridge University Press, 1927
- The Future of the Earth, Norton & Company, c. 1929
- Scientific Inference, Macmillan, 1931
- Ocean Waves and Kindred Geophysical Phenomena, with Vaughan Cornish, Cambridge University Press, 1934
- Earthquakes and Mountains, Methuen, 1950
- Asymptotic Expansions, Clarendon Press, Oxford, 1962
- Nutation and Forced Motion of the Earth’s Pole from the Data of Latitude Observations, Macmillan, 1963
- Cartesian Tensors, Cambridge University Press, 1969
- Collected Papers of Sir Harold Jeffreys on Geophysics and Other Sciences, Gordon and Breach Science Publishers, 1971—77